# کامی گرسینو
کامی گرسینو (فرانسوی: Camille Grassineau‎؛ زادهٔ ۱۰ سپتامبر ۱۹۹۰) بازیکن راگبی ۷ نفره زن اهل فرانسه است.
وی در مسابقات کشوری و بین‌المللی در مجموع برندهٔ ۱ مدال نقره شده‌است.